# 达荷-索卡达飞机制造公司
达荷-索卡达飞机制造公司（法語：DAHER-SOCATA）是位于法国的一家通用航空生产公司，公司总部位于塔布。主要生产輕型飛機、教练机以及公务机等。同时也为空客、达索、巴西航空工业、空中客车直升机公司以及洛马等公司制造零部件。

## 历史
达荷-索卡达飞机制造的前身是1911年成立的Morane-Saulnier公司，1966年被南方飞机公司收购，更名为索卡达飞机制造公司，缩写为SOCATA，为法语“Societe de Construction d'Avions de Tourisme et d'Affaires”的首字母缩写，意为“观光及商务机制造公司”。2000年其成为欧洲宇航防务集团的全资子公司。
2008年6月27日，欧洲宇航防务集团表示将把索卡达飞机制造公司的控制权移交给达荷工业集团。同年11月3日，双方达成协议，由达荷控制索卡达飞机制造公司70%的股权。2007年1月7日，达荷发表声明70%的股权移交完毕。2014年6月，剩下的30%股权也被收购。

## 机型

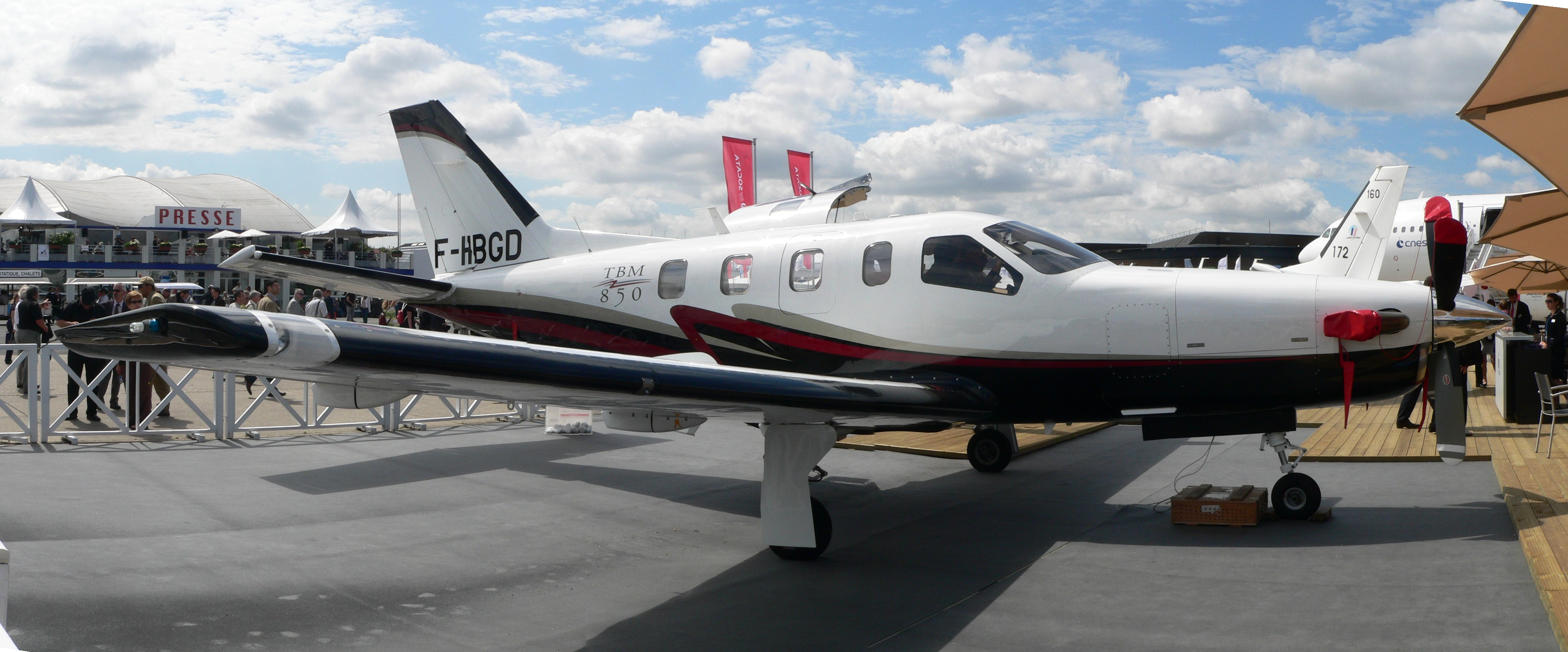
2007年巴黎航展上展示的一架TBM 850公务机

- 索卡達Horizon（英语：Socata Horizon）
- 索卡達Rallye（英语：Socata Rallye）
- 索卡達TB30 Epsilon（英语：Socata TB 30 Epsilon）
- 索卡達ST10（英语：Socata ST 10）
- 索卡達TB系列（英语：SOCATA TB family）
- 索卡达TBM